# Nousiainen
Nousiainen este o comună din Finlanda.